# Таппути
Таппути (Tapputi), известная также как Таппути-Белатекаллим (Белатекаллим является названием смотрительницы дворца), считается первой в мире химиком и парфюмером. Она упоминается в месопотамских клинописных табличках, относящихся ко II тысячелетию до н. э. Таппути работала вместе с исследовательницей или исследователем по имени (—)-нину (первая часть имени утрачена).), и использовала в своем труде цветы, масла, аир, мирру, дистиллированную и фильтрованную воду. Помимо этого, она была дворцовым надсмотрщиком.